# Carina Assunção Calasans
Carina Assunção Calasans (São Paulo, 16 de novembro de 1995) é uma atleta brasileira da modalidade do Jogo de Damas. Participou da 22º Pan-Americano, categoria feminina, organizado pela Pan American Draughts & Checkers Confederation (PAMDCC), em San José, capital da Costa Rica, em 2024, no qual ficou em 3º lugar. É irmã da damista Carla Assunção Calasans, atual campeã pan-americana. Carina conquistou vários títulos em sua trajetória profissional, dentre eles o título de campeã do Campeonato Brasileiro Feminino de Jogo de Damas de 64 casas, em 2022, em Jaú (SP). 

## Biografia
A atleta começou a jogar Damas com o pai e a irmã Carla, apostando balas, mas sempre perdia. Começou a estudar e praticar a modalidade na escola com o professor Alqueres, em uma turma formada apenas por ela, sua irmã Carla e outra estudante. Nesse período, participou de diversas competições escolares, destacando-se na Damas. 
Na escolinha gratuita de Damas, na cidade de Pereira Barreto, em São Paulo, avançou nos estudos da modalidade com o professor Douglas. Entre os goles do refrigerante da Coca Cola e as peças do tabuleiro, a damista consolidou sua formação como profissional do esporte da mente. 
Enfrentou um cenário fortemente marcado pela presença masculina. Participou de diversas competições, como o Circuito Oeste Paulista (COP), ficando entre as três colocadas das competições na Categoria absoluto feminino;  e os Jogos Regionais e os Jogos Abertos Horácio Baby Barioni do Interior de São Paulo, nos quais conquistou 14 e 4 títulos respectivamente.  Em 2022, conquistou o título de campeã do Campeonato Brasileiro Feminino de Jogo de Damas de 64 casas, que foi realizado em Jaú, e foi organizado pela Confederação Brasileira de Damas (CBD). 
No cenário internacional, integrou a equipe de Evelyn Azevedo Baptista, Tatiane Maria Barbosa Oliveira,Carla Assuncao Calasans, Bruna Santana Romero, Thais Coffani Costa, Jessica Cristina Petroni e Paula Porchat De Assis Rizzo, que representou o Brasil na FMJD Women's Cup of Nations online, em 2020.  Em 2024, conquistou o 3º lugar no 22º Pan-Americano. 
A atleta atuou na equipe de Pereira Barreto, mas desde 2011 passou a integrar a equipe de São José dos Campos, em São Paulo. Em 2019, passou a compor a equipe feminina desta cidade, juntamente com Carla Assunção Calasans e Ana Clara Siqueira. 